# Sophus Baagoe
Sophus Baagoe (Flensburg, 4 de marzo de 1915-14 de abril de 1941) fue un piloto alemán de la Luftwaffe durante la Segunda Guerra Mundial, habiendo volado un total de 95 misiones de combate, donde alcanzó 14 victorias aéreas confirmadas.
Fue ascendido al rango de Leutnant el 1 de abril de 1937, que mantuvo hasta el comienzo de la Segunda Guerra Mundial.
Al comienzo de la Segunda Guerra Mundial, Baagoe estaba sirviendo en la 8/ZG 26 donde pilotaba los cazas bimotores Bf 110. Su primera victoria aérea fue el 12 de mayo de 1942 al abatir un caza Morane, habiendo abatido diversas aeronaves durante la Campaña Francesa, habiendo alcanzado un total de 13 victorias hasta el mes de septiembre de 1940, siendo éstas, 9 obtenidas en la Batalla de Inglaterra.
Después de la campaña en Inglaterra, el III/ZG 26 fue enviado al Mediterráneo, donde abatió a su 14.ª y última aeronave enemiga el 20 de abril de 1941, que era un Hawker Hurricane, caza de la RAF, sobre el puerto de Pireo, durante la invasión de Grecia. Después de este frente, el III / ZG 26 fue enviado para ayudar a la captura de Creta. El 14 de abril de 1941, el Oberleutnant Baagoe tuvo su Bf 110 D-3 (W.Nr. 4290) alcanzado cerca de Heraclión, el avión enemigo era piloteado por el piloto de Nueva Zelanda DF Westenra (9.333 confirmados, 2 probables y 4 dañados) del 1430 Flight de la RAF.
Baagoe finalmente murió en acción y fue ascendido póstumamente con la Cruz de Caballero de la Cruz de Hierro, el 14 de junio de 1941.